# Marija Trmčić
Marija Trmčić, cyr. Марија Трмчић (ur. 20 października 1986 w Užicach) – serbska narciarka alpejska, dwukrotna uczestniczka igrzysk olimpijskich (2006, 2010), dwukrotna uczestniczka mistrzostw świata (2007, 2009).
Wystąpiła w slalomie podczas igrzysk w Turynie i Vancouver. W 2006 roku zajęła 46. miejsce, a w 2010 roku nie została sklasyfikowana (nie ukończyła pierwszego przejazdu).
Wzięła udział w dwóch edycjach mistrzostw świata w narciarstwie alpejskim w latach 2007 i 2009. Tylko raz została w zawodach tej rangi sklasyfikowana – w 2007 roku zajęła 51. miejsce w slalomie gigancie. W styczniu 2008 dwukrotnie wystartowała w zawodach Pucharu Świata, jednak ani razu nie została sklasyfikowana.